# Agriornis
Os Agriornis são um gênero de ave da família Tyrannidae.
Podem ser encontradas desde a Colômbia até a Argentina na América do Sul, sendo que a maioria das espécies é encontrada no leste do continente.
Possui as seguintes espécies:
- Agriornis andicola (P. L. Sclater, 1860)
- Agriornis lividus (Kittlitz, 1835)
- Agriornis micropterus (Gould, 1839)
- Agriornis montanus (Orbigny e Lafresnaye, 1837)
- Agriornis murinus (Orbigny e Lafresnaye, 1837)